# Xã Alda, Quận Hall, Nebraska
Xã Alda (tiếng Anh: Alda Township) là một xã thuộc quận Hall, tiểu bang Nebraska, Hoa Kỳ. Năm 2010, dân số của xã này là 942 người.